# Largo da Luz

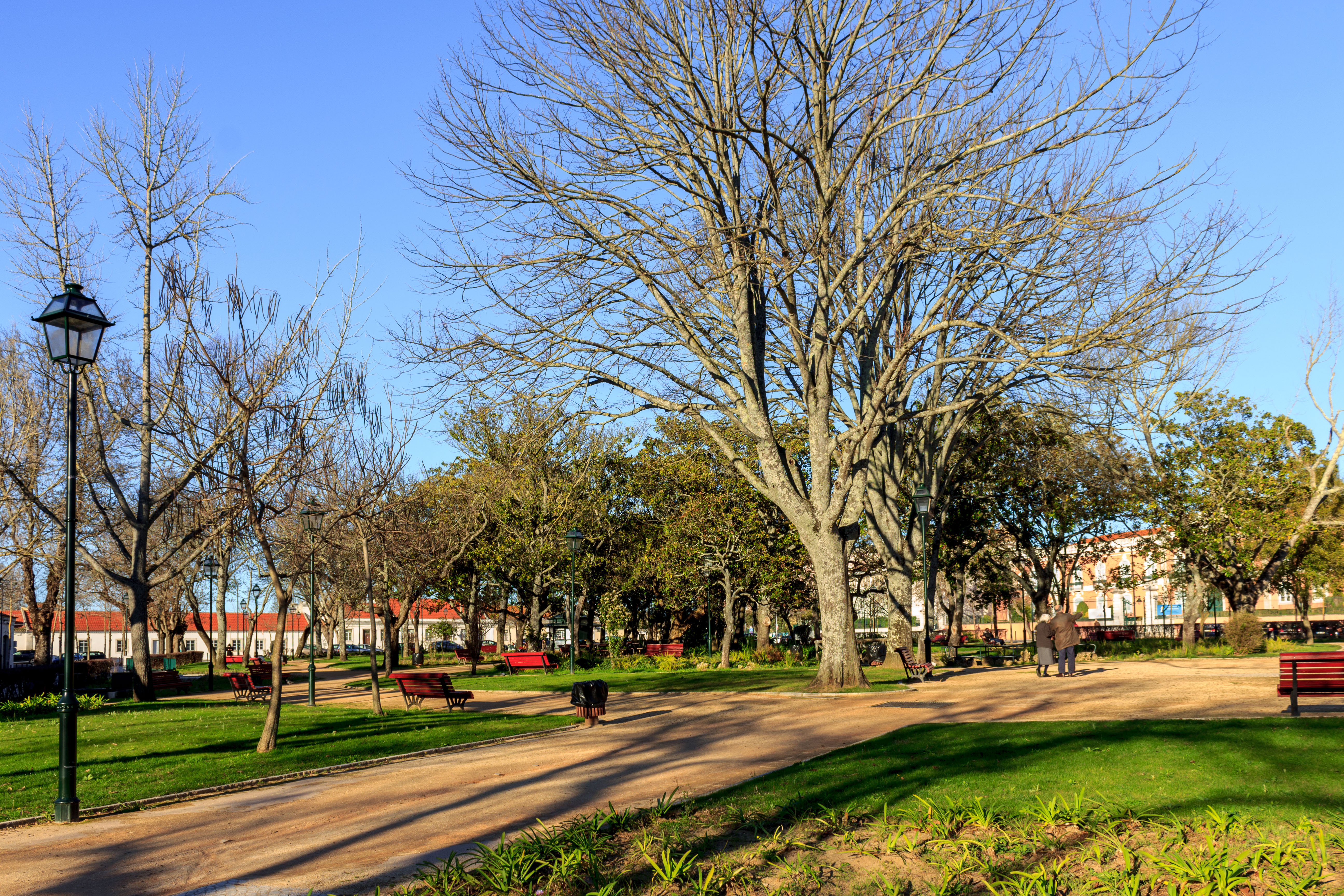
Largo da Luz, em Benfica

O Largo da Luz fica na freguesia lisboeta de Carnide. O largo foi desde cedo um local de peregrinação religiosa. A partir do séc. XVI começou a ser lá realizada a Feira da Luz, uma das mais antigas de Portugal. Neste largo estão situados a Igreja da Luz, o Colégio Militar e o Seminário dos Franciscanos.